# Christoph Pfingsten
Christoph Pfingsten, né le 20 novembre 1987 à Potsdam, est un coureur cycliste allemand, spécialiste du cyclo-cross, professionnel de 2015 à 2021.

## Biographie

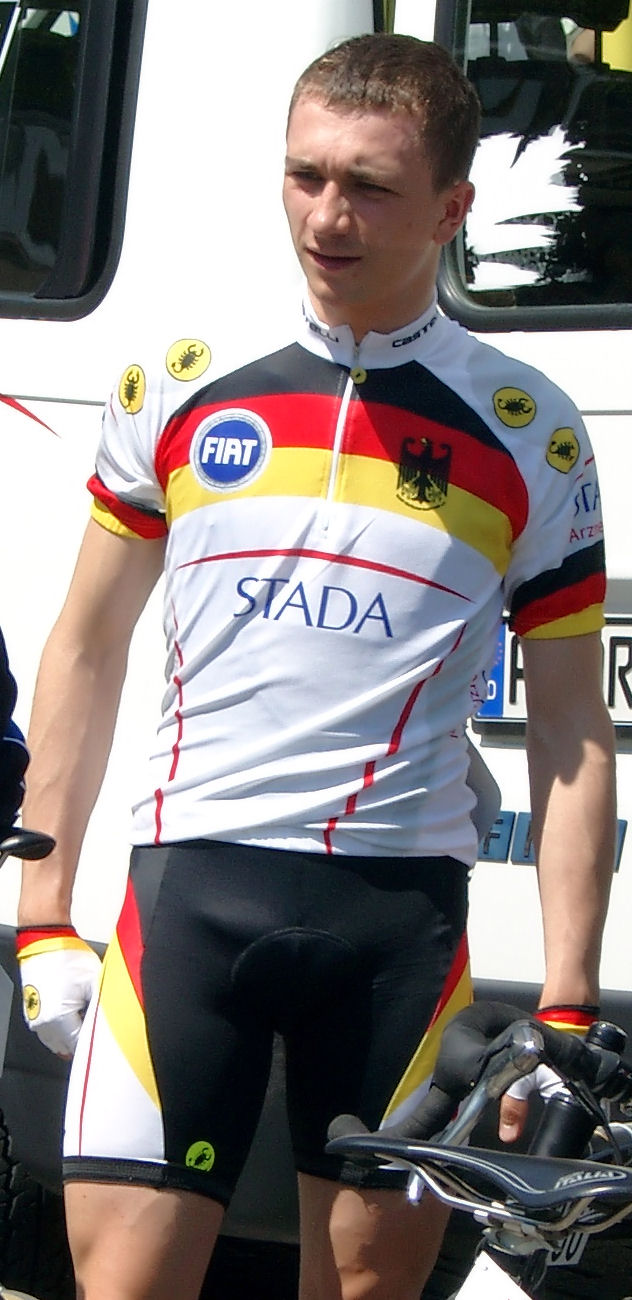
Christoph Pfingsten en 2004.

En 2003, il devient champion d'Allemagne de cyclo-cross cadets. L'année suivante, il prend la médaille de bronze aux championnats d'Europe juniors et du monde de cyclo-cross juniors. Il termine également deuxième du championnat d'Allemagne de cyclo-cross juniors. Sur route, il se classe deuxième du Tour de Mainfranken en 2016 et remporte l'année suivante la troisième étape du Grand Prix cycliste de Gemenc. Il termine également troisième du Ringerike Grand Prix ou il remporte une étape.
En 2008, il est médaillé d'argent au championnat du monde de cyclo-cross espoirs (moins de 23 ans). En 2010, il gagne sa première victoire professionnelle en cyclo-cross lors de la Toi Toi Cup disputée à Uničov, il récidive en novembre en gagnant une nouvelle course UCI en Allemagne lors de l'Internationales Döhlauer Crossrennen à Döhlau. La même année, il gagne sur route une étape du Ringerike Grand Prix, au sein de l'équipe Van Vliet EBH Elshof. En 2011, il s'impose trois fois consécutivement dans des manches de la Toi Toi Cup en République tchèque respectivement à Hlinsko, Louny et Holé Vrchy. L'année suivante, il devient champion d'Allemagne de cyclo-cross.
En 2014, il est membre de l'équipe néerlandaise De Rijke et s'impose sur le prologue de la Flèche du Sud, dont il termine quatrième au général. À la fin de la saison, il décide de se concentrer pleinement sur la route et rejoint l'équipe continentale professionnelle allemande Bora-Argon 18.
Pour sa nouvelle équipe, Pfingsten se classe dixième au sprint du Grand Prix de l'Escaut 2015 et cinquième au classement général du Tour du Danemark 2016. Il dispute son premier grand tour lors du Tour d'Espagne 2016 et termine 75e au classement général. En 2017, l'équipe est renommée Bora-Hansgrohe et devient une équipe World Tour (première division). En 2018, il participe à son premier Tour d'Italie et se classe notamment quatrième de la 18e étape à l'issue d'une échappée.
En 2020, il rejoint l'équipe World Tour Jumbo-Visma, où il occupe un rôle d'équipier pendant deux saisons. En octobre 2020, lors de la première journée de repos du Tour d'Italie, le chef de file de Pfingsten sur la course, Steven Kruijswijk, est testé positif au SARS-CoV-2. L'ensemble de l'équipe Jumbo-Visma décide alors d'abandonner ce Giro.
En fin de contrat en fin d'année 2021, celui-ci n'est pas prolongé. Il arrête alors sa carrière professionnelle à 34 ans.

## Palmarès en cyclo-cross
- 2001-2002[5]
  - 3e du championnat d'Allemagne de cyclo-cross cadets
- 2002-2003
  -  Champion d'Allemagne de cyclo-cross cadets
- 2004-2005
  - 2e du championnat d'Allemagne de cyclo-cross juniors
  -  Médaillé de bronze du championnat du monde de cyclo-cross juniors
  -  Médaillé de bronze du championnat d'Europe de cyclo-cross juniors
- 2008-2009
  -  Médaillé d'argent du championnat du monde de cyclo-cross espoirs
- 2009-2010
  - 2e du championnat d'Allemagne de cyclo-cross
- 2010-2011
  - Toi Toi Cup #3 - Uničov, Uničov
  - 7. Internationale Döhlauer Crossrennen, Döhlau
- 2011-2012
  -  Champion d'Allemagne de cyclo-cross
  - Toi Toi Cup #4, Hlinsko
  - Toi Toi Cup #5, Louny
  - Toi Toi Cup #6, Holé Vrchy
  - 37. Frankfurter Rad-Cross, Francfort-sur-le-Main
- 2012-2013
  - 3e du championnat d'Allemagne de cyclo-cross

## Palmarès sur route

### Par années
- 2006[5]
  - 2e du Tour de Mainfranken
- 2007
  - 3e étape du Grand Prix cycliste de Gemenc
- 2010
  - 5e étape du Ringerike Grand Prix
- 2011
  -  Médaillé d'argent du contre-la-montre par équipes à l'Universiade d'été
- 2012
  - 3e de l'Olympia's Tour
- 2013
  - Prologue du Tour du Portugal (contre-la-montre par équipes)
  - 3e du Circuit des Ardennes international
  - 3e du Tour d'Overijssel
- 2014
  - Prologue de la Flèche du Sud
- 2019
  - 2e du Tour de Cologne

### Résultats sur les grands tours

#### Tour d'Italie
2 participations
- 2018 : 58e
- 2020 : non-partant (10e étape)

#### Tour d'Espagne
2 participations
- 2016 : 75e
- 2017 : 142e

### Classements mondiaux
| Année                                 | 2006 | 2007 | 2008 | 2009 | 2010 | 2011 | 2012 | 2013 | 2014 | 2015 | 2016 | 2017  | 2018 | 2019 | 2020  | 2021  |
| ------------------------------------- | ---- | ---- | ---- | ---- | ---- | ---- | ---- | ---- | ---- | ---- | ---- | ----- | ---- | ---- | ----- | ----- |
| UCI World Tour                        |      |      |      |      |      |      |      |      |      |      | nc   | 361e  | 259e |      |       |       |
| Classement mondial                    |      |      |      |      |      |      |      |      |      |      | 701e | 1245e | 563e | 722e | 1448e | 1440e |
| UCI Europe Tour                       | 460e | 967e | nc   | 525e | 320e | 971e | 630e | 263e | 369e | 786e | 431e | 973e  | 467e | 529e | 1087e | 1025e |
| UCI America Tour                      | nc   | nc   | nc   | nc   | nc   | nc   | nc   | nc   | nc   | 485e | nc   | nc    | nc   |      |       |       |
|                                       |      |      |      |      |      |      |      |      |      |      |      |       |      |      |       |       |
| Légende : nc = non classéSource : UCI |      |      |      |      |      |      |      |      |      |      |      |       |      |      |       |       |